# Weißgefleckter Oktopus

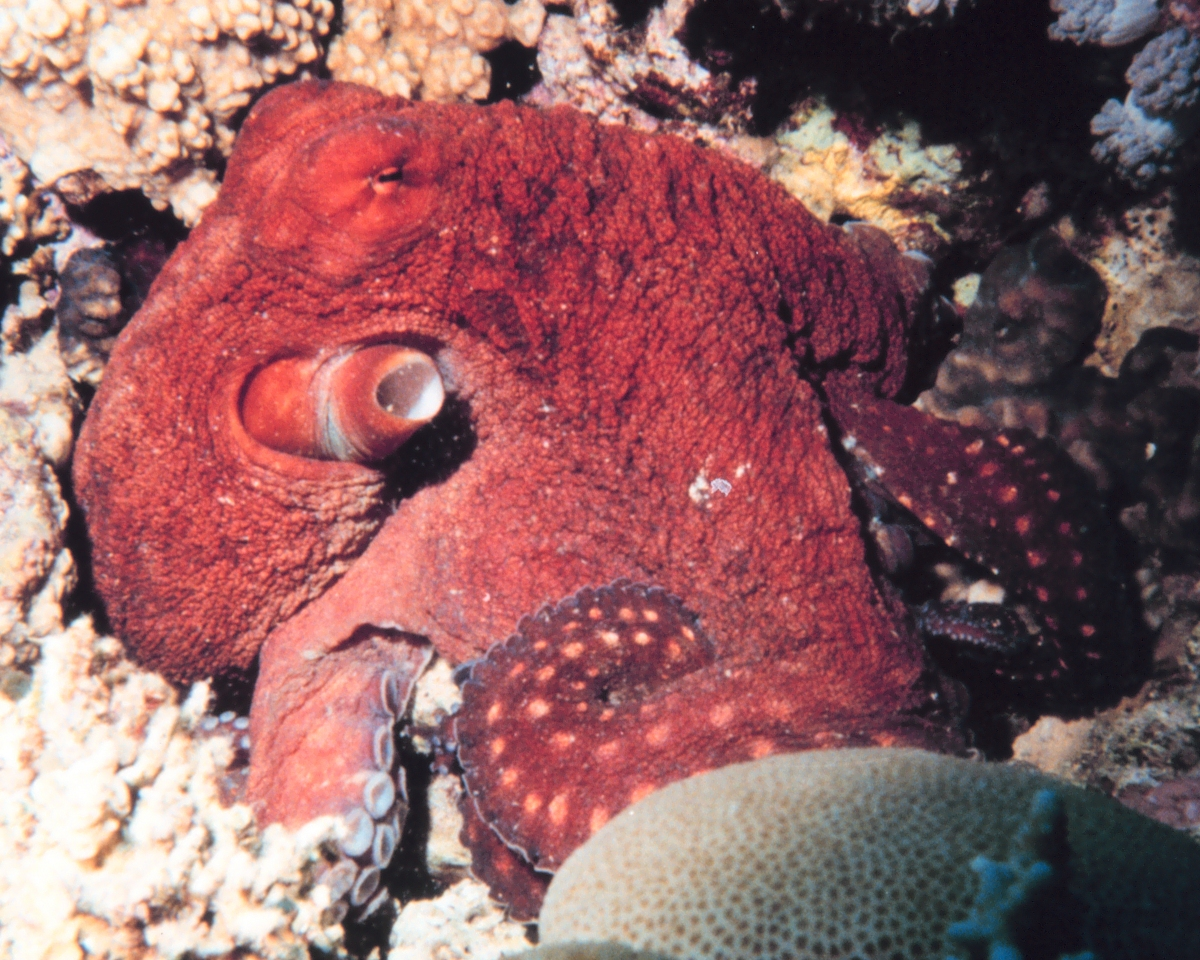
Weißgefleckter Oktopus im Golf von Akaba

Der Weißgefleckte Oktopus (Callistoctopus macropus) ist ein großer Kopffüßer aus der Gattung Callistoctopus. Erstmals beschrieben wurde er von Joseph Antoine Risso im Jahr 1826.

## Merkmale

### Anatomie
Der Weißgefleckte Oktopus ist eine muskulöse Art mit einer länglichen Form. Die Figur des Mantels variiert und ist länglich bis eiförmig. In der hinteren Hälfte ist der Körper breiter. Er wird bis zu zwei Kilo schwer. Die Männchen haben eine Mantellänge von 15 Zentimetern und erreichen eine Gesamtlänge von 1,5 Metern.
Die Arme erreichen die siebenfache Länge des Mantels. Die Tentakeln haben eine unterschiedliche Länge. Die dorsalen Arme sind die längsten und robustesten. Der weißgefleckte Oktopus besitzt zwei Reihen Saugnäpfe. An den dorsalen Armen werden die Saugnäpfe größer als an den restlichen Tentakeln und erreichen bis zu 13,5 % der Mantellänge. Bei der Länge der Arme und Größe der Saugnäpfe gibt es zwischen Männchen und Weibchen keine merkliche Differenz.
Beim männlichen Callistoctopus macropus bildet der dritte rechte Arm den Hectocotylus. Dieser ist deutlich kürzer als die restlichen Tentakeln. Er besitzt eine Länge zwischen 41 und 51 Prozent eines durchschnittlichen Armes. An der Spitze befindet sich eine kleine bis mittelgroße Ligula, die 4,5–8 % der Armlänge erreicht. Sie ist schmal und spitz, mit geschwollenen Rändern. Die Spermatophore-Rille besitzt zahlreiche empfindliche Querlamellen. Der Calmus erreicht 13–18 % der Ligulalänge. Das Terminal-Organ, der eigentliche Penis, ist mit 12–28 % der Mantellänge vergleichsweise klein. Er ist mit großen vorwärts- oder rückwärtsgerichteten Divertikeln bedeckt.
Die Velarhaut des Weißgefleckten Oktopus ist dürftig ausgebildet und erreicht maximal 7–17 % der Armlänge. Ein Tintenbeutel ist vorhanden. Die Kiemen besitzen zehn bis elf Lamellen pro Demibranch. Das Trichterorgan hat ein W-förmiges Aussehen, wobei die laterale Falte kürzer ist als die mediale Falte. Die Radula besteht aus sieben Querreihen von Zähnen und Randplatten. Der Mittelzahn, genannt Rhachis, bildet einen großen Mesocone und zwei bis drei Seitenzacken auf jeder Seite, im asymmetrischen Aufbau.

### Aussehen
Die Hautfarbe von lebenden Tieren im Ruhezustand ist ziegelrot oder bräunlich mit unterschiedlichen Mustern. Der Körper weist zahlreiche weiße Flecken auf Rücken, Armen, Mantel und Kopf auf. Wie alle Echten Kraken kann Callistoctopus macropus sein Aussehen der Umgebung anpassen. Diese Tarnung beruht auf einer Kombination aus verschiedenen Chromatophoren und einer Veränderung der Hauttextur.
Die Haut ist glatt. Über jedem Auge befinden sich große warzenartige Gebilde, genannt Papillen.

## Verbreitung und Lebensraum
Das Verbreitungsgebiet des Weißgefleckten Oktopus erstreckt sich über alle Küsten des Mittelmeers und der Atlantikküste bis nach Dakar in Senegal. Er ist eine benthone Art und lebt in warmen, gemäßigten Gewässern. In Tiefen zwischen 5 und 100 Metern unter den Meeresspiegel. Der bevorzugte Lebensraum ist Sand, Schotter und Seegraswiesen. Callistoctopus macropus vergräbt sich oft im Sand.

## Lebensweise

### Ernährung
Callistoctopus macropus ist ein nachtaktiver Jäger. Eine oft beobachtete Jagdmethode besteht darin, sich von einem Korallenbusch zum nächsten zu bewegen. Dabei wickelt er seinen Mantel um ein Endteil der Verzweigungen und untersucht mit seinen Armen das Innere der Korallenbüsche nach Wirbellosen und kleinen Fischen, die sich dort verstecken. Bevorzugt werden dabei Korallen der Gattungen Acropora und Stylophora. Verschiedene Arten der Zackenbarsche und auch andere Raubfische können mit dem Weißgefleckten Oktopus assoziieren. Sie fressen die kleinen Organismen, die aus der Koralle gespült werden.

### Fortpflanzung
Die männlichen Spermatophoren erreichen rund 50 % der Mantellänge. Die reifen Eizellen werden 2,5 Millimeter lang. Das Weibchen produziert kurzstielige Eier, die eine Größe von 1,2–4 Millimetern haben. Die Eier werden in einem Bogen auf einer harten Oberfläche abgelegt. Das Weibchen brütet den Nachwuchs aus, sorgt für eine gute Belüftung der Eier und hält sie sauber. In der Brutzeit stoppt das Weibchen die Nahrungsaufnahme komplett. Kurz nachdem die Eier ausgebrütet sind, stirbt das Weibchen. Die planktonisch lebenden Larven haben nach dem Schlüpfen eine Größe von 5,5 Millimetern und sieben kurze Arme. Sie ernähren sich von Zooplankton.

## Fischerei
Trotz seiner Größe existieren für den Weißgefleckten Oktopus keine kommerziellen Fangstatistiken. Im Mittelmeerraum ist es jedoch sehr wahrscheinlich, dass von den Fangstatistiken für Octopus vulgaris ein kleiner Anteil auf Callistoctopus macropus entfällt.